# BWR

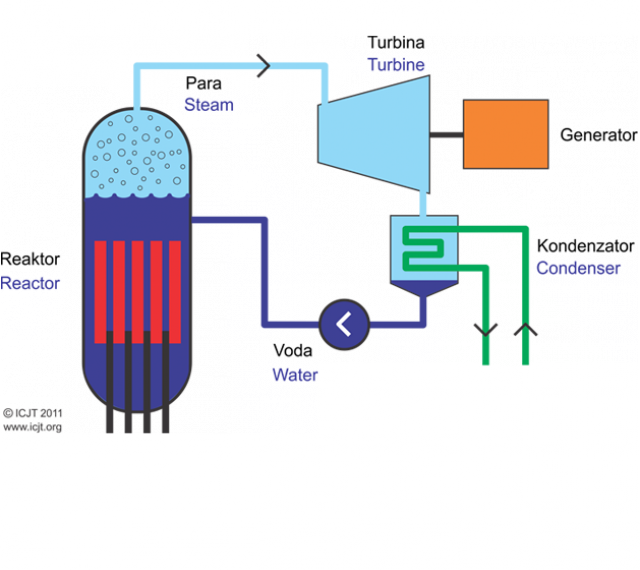

BWR é a sigla para "Boiling Water Reactor". Traduzindo é a sigla de Reator de água fervente. É um tipo de reator nuclear que usa a água que ferve, para impulsionar diretamente a turbina e gerar eletricidade.
Comparado ao PWR, este tipo de reator tem custo de instalação um pouco menor, ao mesmo tempo em que este reator produz uma turbina contaminada com radiação.Este tipo de reator nuclear é dos mais antigos gerando energia elétrica, no mundo.No México as duas centrais nucleares em operação são deste tipo.
Ao lado do reator PWR, este tipo de reator também é dos mais seguros.[carece de fontes?]

## Áustria

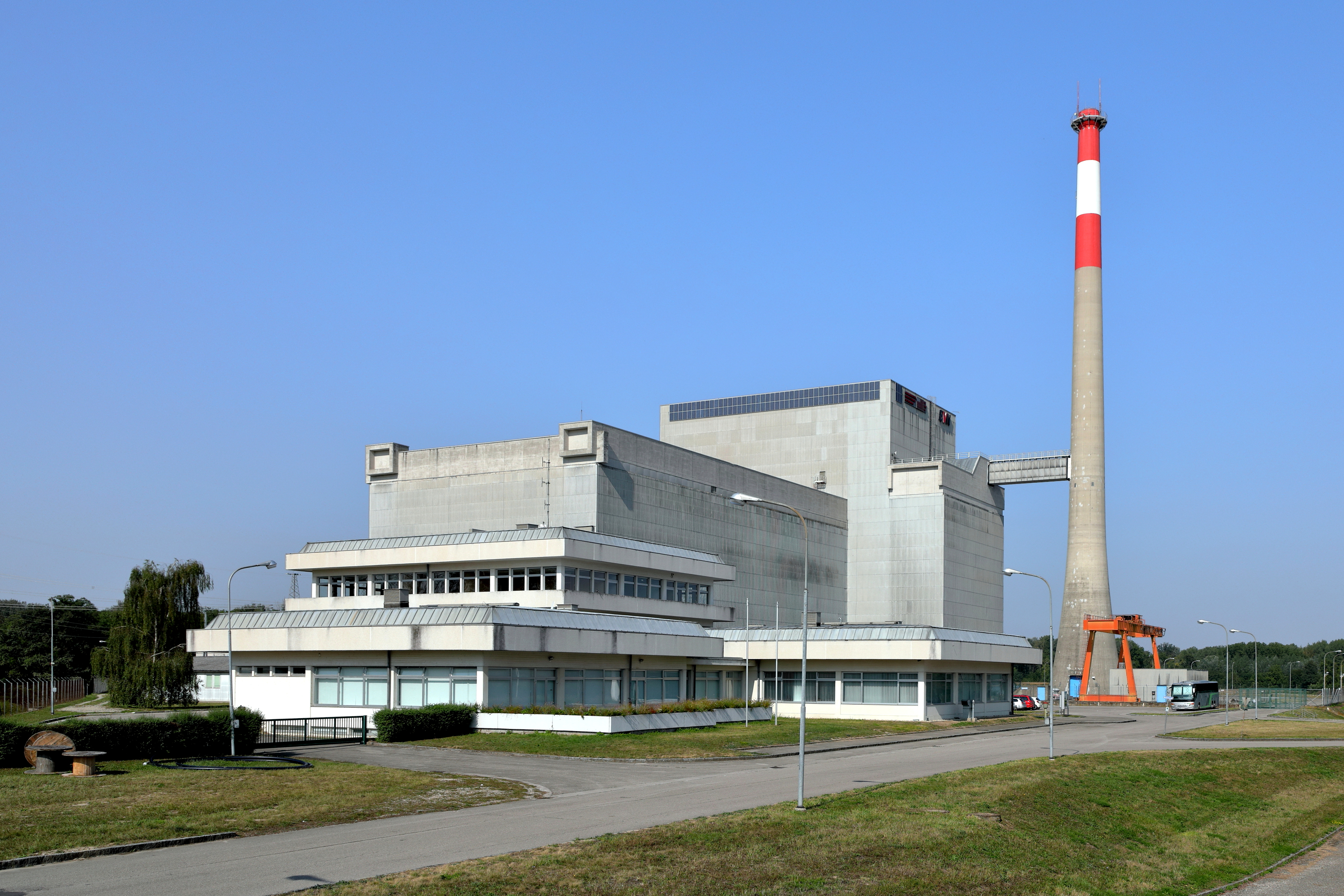
O Reactor Nuclear de Zwentendorf é a central nuclear mais segura do mundo - simplesmente porque nunca entrou em funcionamento.

A Central Nuclear de Zwentendorf foi a primeira central nuclear comercial do tipo BWR para produção de energia eléctrica construída na Áustria, de 3 centrais nucleares inicialmente previstas. A construção da central foi concluída em oito anos, mas a central nunca entrou em serviço. O arranque da central , bem como a construção das outras   2 centrais, foi impedido por um referendo a 5 de Novembro de 1978, no qual uma estreita maioria de 50,47% votou contra o arranque.
A central foi mais tarde convertida para produção de energia solar. 

## Ligação externa
- http://www.eia.doe.gov/cneaf/nuclear/page/nuc_reactors/bwr.html